# 天鵝座π
天鵝座π，又名BD+50 3410，HD 206672、SAO 33665、HR 8301，是天鵝座的一颗恒星，视星等为4.67，位于銀經95.48，銀緯-1.3，其B1900.0坐标为赤經21h 38m 32.5s，赤緯+50° -1.3′ 59″。